# Hoplia taliensis
Hoplia taliensis är en skalbaggsart som beskrevs av Moser 1921. Hoplia taliensis ingår i släktet Hoplia och familjen Melolonthidae. Inga underarter finns listade i Catalogue of Life.